# Japansk buskklöver
Japansk buskklöver (Kummerowia striata) är en ärtväxtart som först beskrevs av Carl Peter Thunberg, och fick sitt nu gällande namn av Anton Karl Schindler. Enligt Catalogue of Life ingår Japansk buskklöver i släktet Kummerowia och familjen ärtväxter, men enligt Dyntaxa är tillhörigheten istället släktet Kummerowia och familjen ärtväxter. Arten har ej påträffats i Sverige. Inga underarter finns listade i Catalogue of Life.

## Bildgalleri

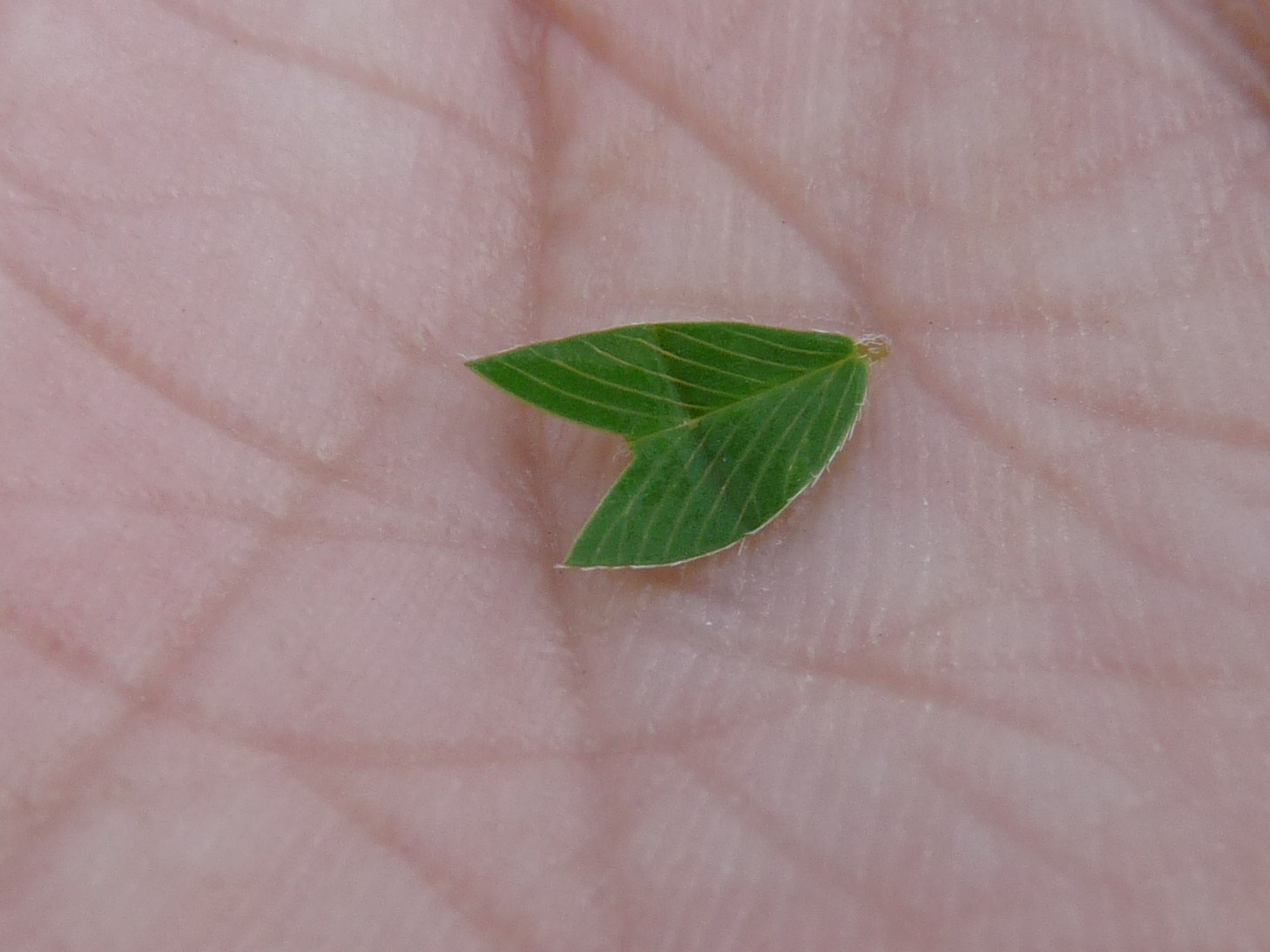
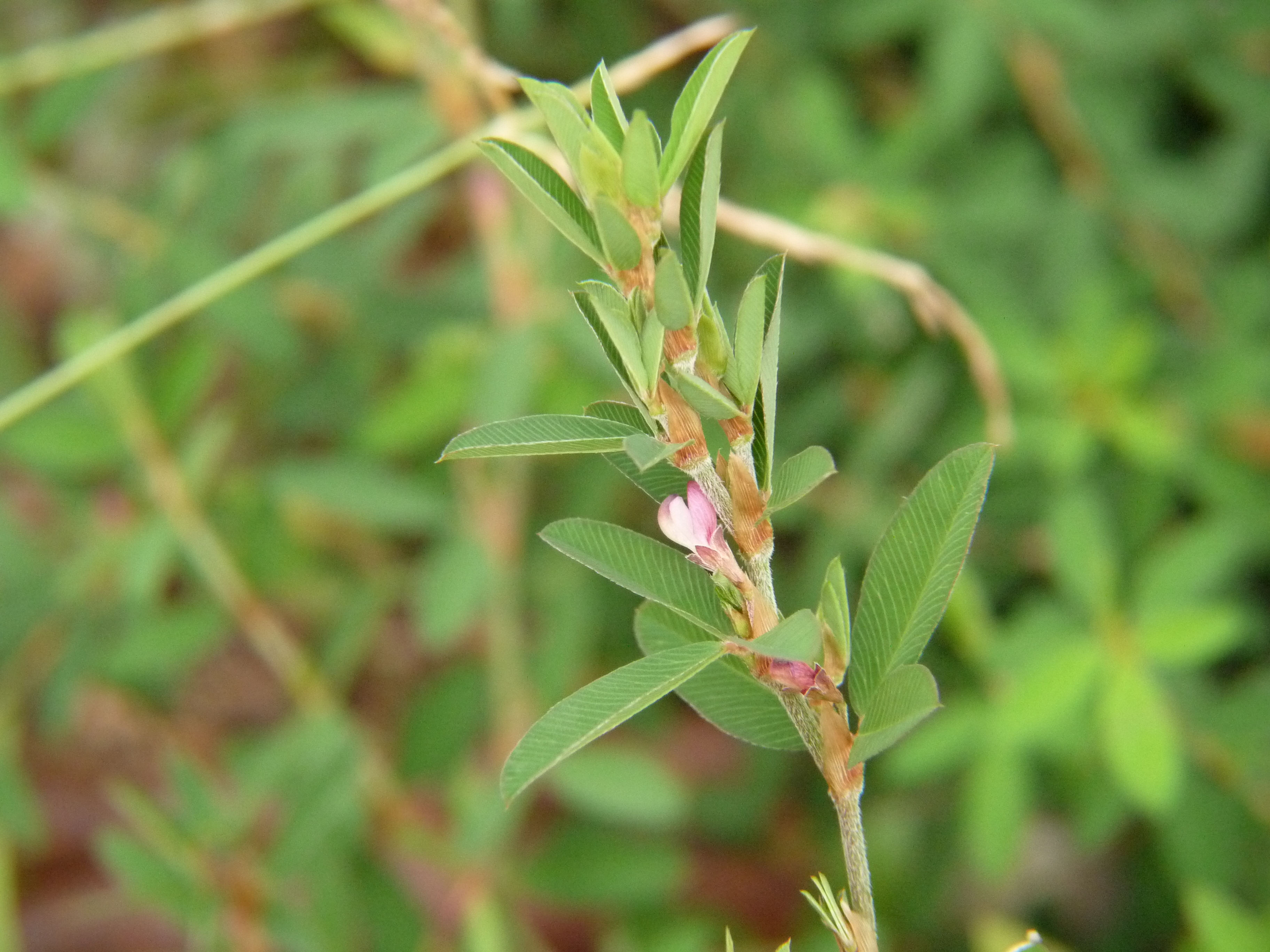